# Heket
Heket, o Heqet, diosa benéfica, símbolo de vida y fertilidad que preside los nacimientos y como comadrona ayudaba en el parto, según la mitología egipcia. Otras grafías de su nombre son: Heqat, Hekit, y más raramente Hegit, o Heget.

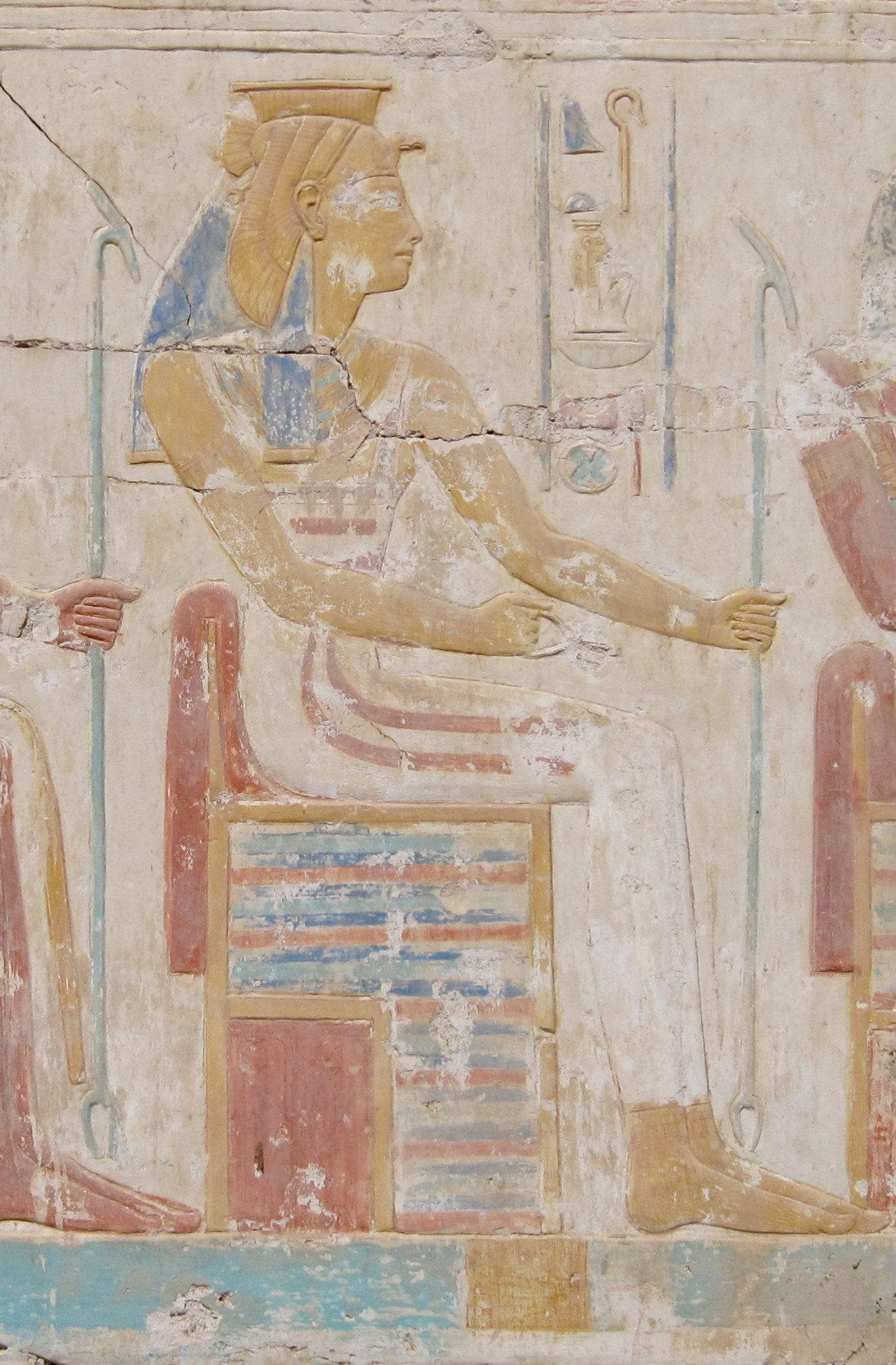
Bajorrelieve de Heqet en el templo de Ramsés II en Abidos.

## Iconografía
Generalmente, Heket fue representada como una rana, o una mujer con cabeza de rana.

## Mitología

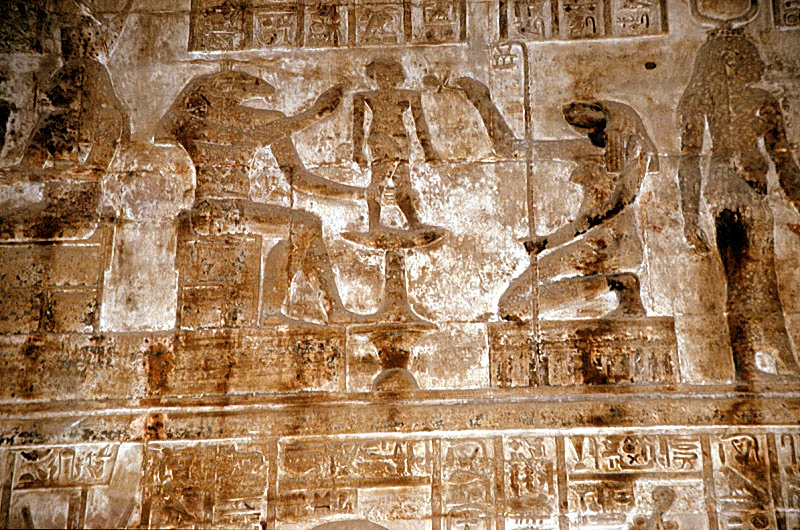
Heqet (izquierda), con cabeza de rana, acompañada de Jnum (derecha) moldea a Ihy (centro) en relieve del mammisi en el complejo del templo de Dendera, Egipto

Heket es una de las deidades benéficas del Antiguo Egipto, cuyo culto se data, por lo menos, en las primeras dinastías. Es mencionada en los Textos de las Pirámides. 
Cada mañana asistía al nacimiento del Sol, por lo que fue considerada una de las diosas de las embarazadas, llamada "La que hace respirar", pues daba el soplo de vida al recién nacido, colocándole el anj ante la nariz. 
Por ayudar en la resurrección de Osiris, también se la consideraba ayudante de los difuntos en su renacimiento. 
Fue considerada hija de Ra y la esposa de Shu engendrando a Nut y Geb. También era la compañera de Jnum en Antinoópolis, aunque en la región de Kom Ombo es la mujer de Sobek-Ra.

## Sincretismo
Fue identificada con Nut y Hathor; también se la identificó con Isis en Hibiu, para convertirse en un aspecto de ella. 

## Epítetos
Además de ser llamada "La que hace respirar", recibió el epíteto de "Señora del doble país" en Abidos.

## Culto
Fue venerada en Hermópolis Magna, Abidos, Antinoópolis, Apolinópolis Parva y Kush. También fue adorada en los mammisi de los templos.
|  |

|  |

|  |

|  |

|  |

|  |

|  |

|  |